# بيل باولي
إيزوبيل دوروثي باولي (بالإنجليزية: Bel Powley)‏ وهي ممثلة إنجليزية (من مواليد 7 مارس 1992).

## حياتها الفنية
وُلِدت باولي في حي هامرسميث في غرب لندن، إنجلترا، ونشأت في عائلة فنية حيث والدها الممثل البريطاني مارك باولي ووالدتها المخرجة اليهودية جانيس يافا.
من عام 2007 حتى عام 2008، كان باولي أحد الشخصيات الرئيسة في مسلسل ثانوية الاستخبارات الذي كان يعرض على قناة البي بي سي، حيث أدت دور البطولة في 23 حلقة إلى جانب راشيل بيتلوالا ومصطفى تشوسين أوغلو. حيث لم يكمل كل من باولي ومصطفى الموسم التالي. بعد ذلك المسلسل ظهرت باولي في العديد من الأعمال الأخرى مثل مسلس أرض الأجرام عام 2009 (ثلاث حلقات)، ليتل دوريت عام 2008، ذا بيل عام 2008 وكاشف الفساد عام2007.
في عام 2013 أنظمت باولي إلى فريق عمل مسلسل بنيدورم الذي عرض على قناة آي تي في حيث شاركت في 6 حلقات.
في عام 2015، لعبت باولي دور الأميرة مارغريت في فيلم الدراما الكوميدية آرويال آوت نايت إلى جانب سارة جادون وإميلي واتسون وروبرت إيفرت. في عام 2015 مثلت باولي شخصية ميني غوتز وهو الدور الرئيسي في الدراما الكوميدية «يوميات فتاة مراهقة» إلى جانب كريستين ويغ والكسندر سكارسجارد. حيث تم عرض فيلم يوميات فتاة مراهقة لأول مرة في نيويورك ولوس أنجلوس في 7 أغسطس 2015. بعد ذلك بوقت قصير قامت باولي بلعب دور البطولة في فيلم كاري بيلبي لعام 2016، حيث حلت بدلاً عن الممثلة هيلي شتاينفيلد.
في عام 2018، لعب باولي دور البطولة أمام ليف تايلر في فيلم الرعب المتوحشة، وظهرت في فيلم دراما الجريمة الفتى الأبيض ريك، حيث شاركت البطولة مع ماثيو ماكونهي وجينيفر جيسون لي.

## المسرح
في مارس 2009 ظهرت باولي في ماجي إن تاسك تاسك على مسرح رويال كورت في لندن. وفي مسارح برودواي جسدت شخصية «توماسينا» في مسرحية إحياء أركاديا عام 2011 عى خشبة مسرح إثيل باريمور. في أكتوبر 2011 ظهرت مرة أخرى على خشبة مسرح رويال كورت في دور Tilly in Jumpy ، وهو دور عادت إليه في مسرح دوق يورك على مسارح وست اند في أغسطس عام 2012. في مارس 2018 ظهرت في مسرحية لوبي هيرو لكينيث لونيرغان على مسرح هايز، إلى جانب كريس إيفانز ومايكل سيرا وبرايان تييري هنري.

## حياتها الخاصة
في مقابلة في عام 2013، قالت باولي إنها حصلت على مقعد لدراسة التاريخ في جامعة مانشستر. وهي تواعد صديقها الممثل دوغلاس بوث. حيث التقيا في المسلسل الرومانسي "A Storm In The Stars" الذي تم تصويره في دبلن ولوكسمبورغ عام 2016. بعد أشهر، تم رصد الثنائي في الأماكن العامة. وفي يوليو 2016، كانت بيل مع صديقها دوغلاس، خارج حانة في وسط لندن. وبينما كان الثنائي في الشارع مع وجود خوذات على رؤوسهم، تبادلوا قبلة قوية.

## فيلموغرافي
| السنة | اسم الفيلم         | الدور           | ملاحظات   |
| ----- | ------------------ | --------------- | --------- |
| 2013  | Side by Side       | Lauren Buckle   |           |
| 2015  | يوميات فتاة مراهقة | ميني غوتزي      |           |
| 2015  | آرويال نايت آوت    | الأميرة مارغريت |           |
| 2015  | نظائر              | راشيل           |           |
| 2016  | التفاف(فيلم)       | شيري            |           |
| 2016  | كاري بيلبي         | كاري بيلبي      |           |
| 2017  | ماري شيلي          | كلير كليرمونت   |           |
| 2017  | بايب دريمز         | هيلين           | فيلم قصير |
| 2018  | المتوحشة           | آنا             |           |
| 2018  | الفتى الأبيض ريك   | داون ويرش       |           |
| 2018  | رماد في الثلج      | لينا            |           |

## وصلات خارجية
- بيل باولي على موقع IMDb (الإنجليزية)
- بيل باولي على موقع ألو سيني (الفرنسية)
- بيل باولي على موقع بوكس أوفيس موجو (الإنجليزية)
- بيل باولي على موقع قاعدة بيانات برودواي على الإنترنت (الإنجليزية)
- بيل باولي على موقع قاعدة بيانات الفيلم (الإنجليزية)